# FC 힘키
FC 힘키(러시아어: ФК Химки)는 러시아의 과거 축구 클럽으로 모스크바주 힘키에 연고지를 두었다.

## 역사
FC 힘키는 1996년에 힘키의 두 아마추어 팀인 로디나와 노바토르의 합병으로 설립되었다. 힘키는 아마추어 리그에 참여하여 1996년 5월 17일에 공식 첫 경기를 하였다. 150팀이 넘는 아마추어팀이 참가하여 우승 팀만이 러시아 3부 리그로 승격할 수 있었는데, 힘키가 승부차기 끝에 승리하였다.
1997년 1월 30일에 힘키는 프로축구팀이 되었다. 1997년에 3부 리그에서 2위로 시즌을 마치며 러시아 2부 리그로 승격하였다.
2000시즌에 힘키는 2부 리그중앙 지역 우승을 차지하며 승격 플레이오프에 진출하였으나 플레이오프에서 3-3 원정 다득점에서 차이가 나며 승격하지 못하였다.
힘키는 2005년 러시아 컵 결승전에 진출하였으나 CSKA 모스크바에 1-0으로 패하였다.
2006시즌에 1부 리그 우승을 하면서 러시아 프리미어리그로 승격하게 되었다.

## 역대 성적
- 러시아 퍼스트 리그 : 우승 (2006), 준우승 (2019-20)
- 러시아 세컨드 리그 : 우승 (2000 중부, 2015-16 서부)
- 러시아 컵 : 준우승 (2004-05, 2019-20)